# Guceviće
Guceviće (cyr. Гуцевиће) – wieś w Serbii, w okręgu raskim, w gminie Tutin. W 2011 roku liczyła 94 mieszkańców.